# Kirche von Norra Ljunga

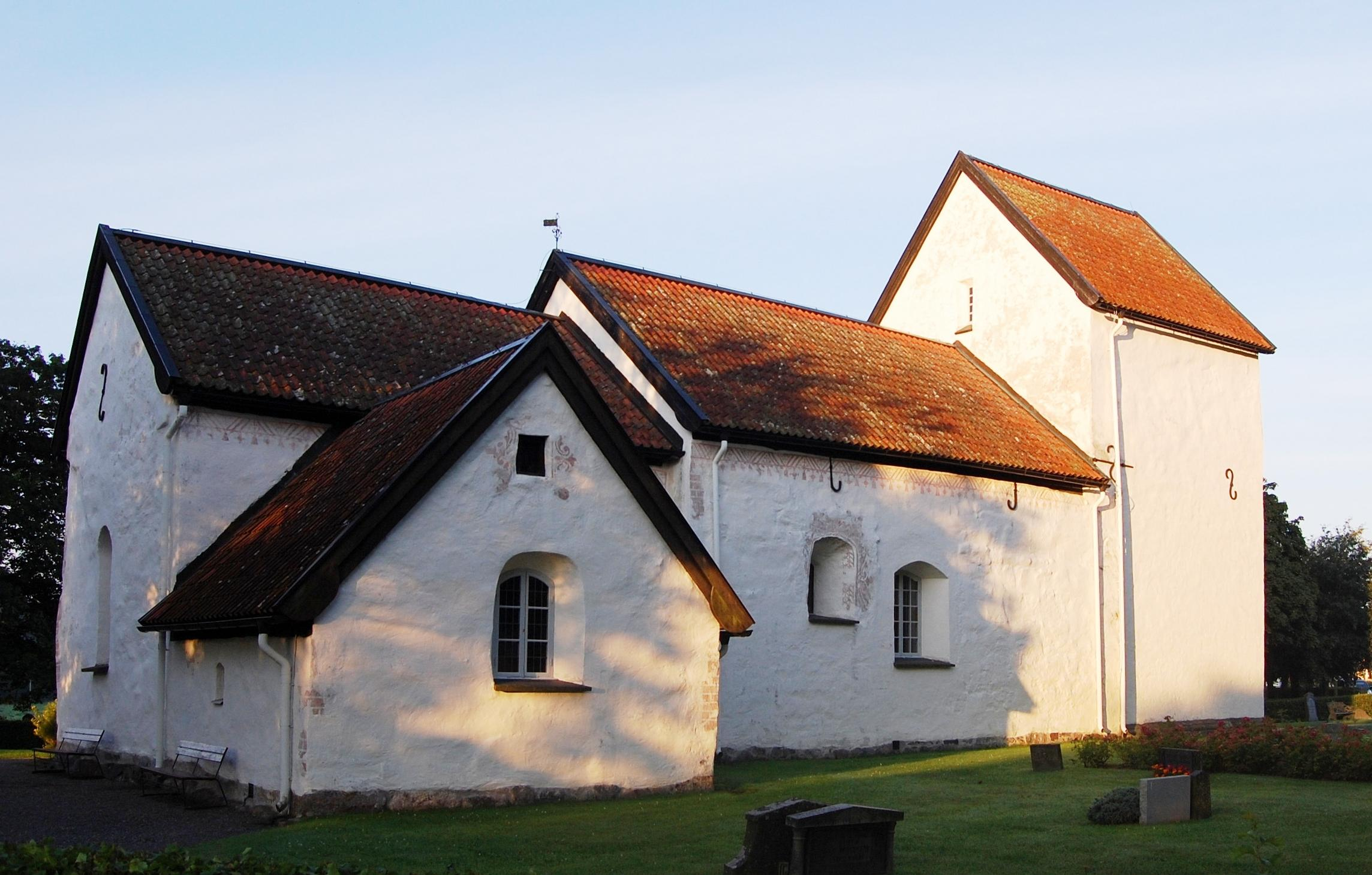
Kirche von Norra Ljunga

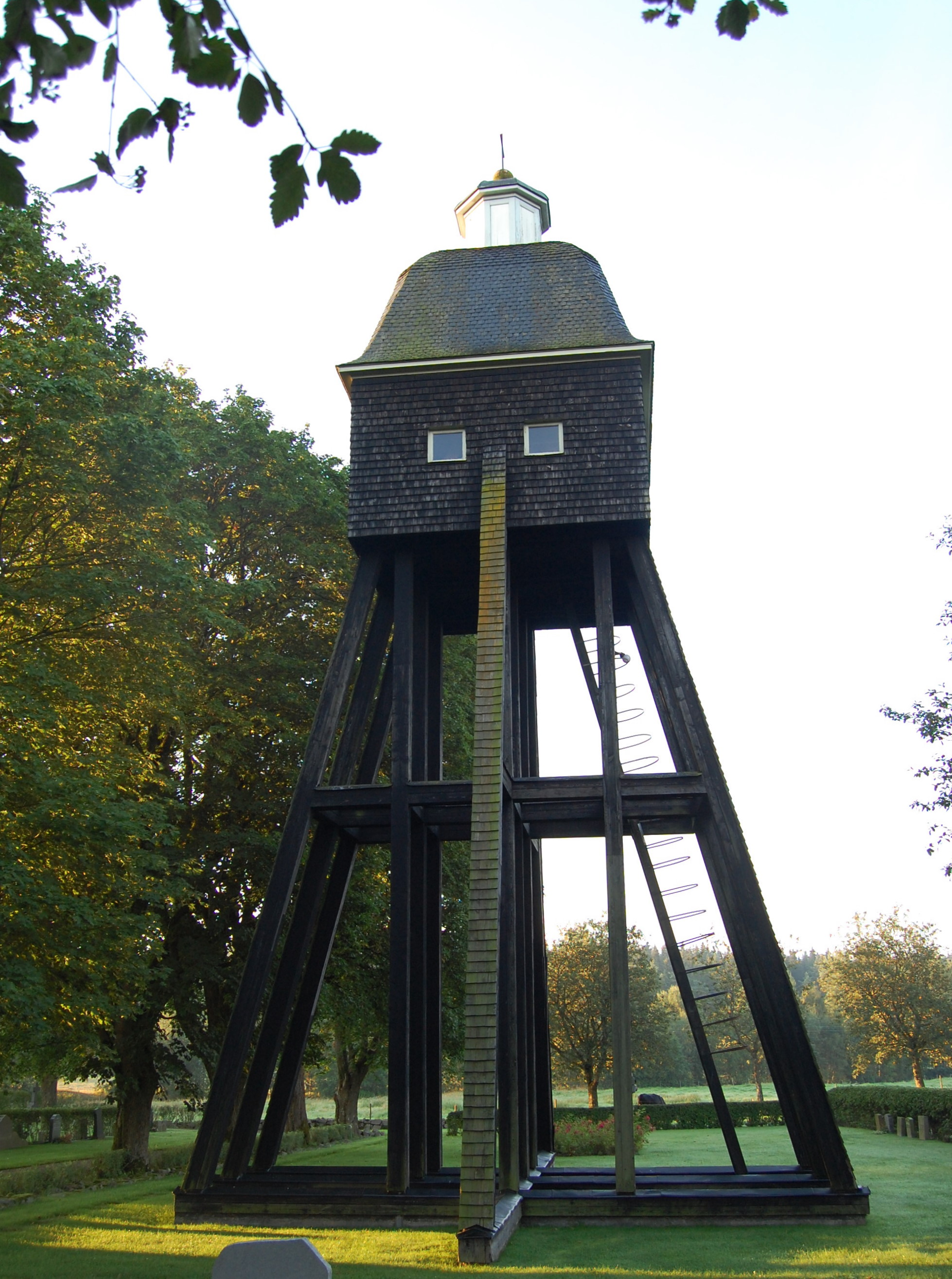
Glockenturm

Die Kirche von Norra Ljunga (schwedisch: Norra Ljunga kyrka) ist ein romanisches Kirchengebäude der Schwedischen Kirche in Norra Ljunga in der schwedischen Gemeinde Sävsjö. 
Die Kirche wurde im 12. Jahrhundert als eine der sogenannten Njudungskirchen gebaut. Besonders bemerkenswert an der mit einem im Verhältnis zum Kirchenschiff wuchtigen Turm versehenen Kirche sind ihre Malereien. So verfügt das Gebäude über Außenmalereien. Eine rote Dekorborte unterhalb des Dachs hebt sich vom weißen Untergrund. Im Inneren der Kirche befinden sich vom Maler Pehr Hörberg in den Jahren 1773 bis 1774 ausgeführte Malereien, so Blumenmotive an den Türen der Kirche, der Kanzel und dem Altar. 1977 brach in der Kirche ein Brand aus, durch den mehrere Malereien, darunter an der Front der Empore 
zerstört wurden. Es erfolgte dann eine Restaurierung der Kirche. Der Maler Pontus Ljungberg aus Ljungby schuf in diesem Zusammenhang neue Malereien für das Kircheninnere.
Etwas westlich der Kirche befindet sich auf dem Gelände des Friedhofs ein hölzerner Glockenturm.